# Charlie McDermott
Charles Joseph McDermott Jr. (n. 6 aprilie 1990, West Chester⁠(d), Pennsylvania, SUA) este un actor și muzician american de televiziune și film. Acesta este cunoscut pentru rolul lui Axl Heck⁠(d) din serialul ABC Familia Heck. A fost nominalizat la Independent Spirit Award pentru cel mai bun actor în rol secundar⁠(d) pentru interpretarea sa din filmul Râul înghețat.

## Biografie
McDermott a urmat pentru scurt timp studiile liceale la Salesianum⁠(d) în Wilmington, Delaware, iar apoi s-a înscris și a absolvit 8PA Leadership Charter School (PALCS), o școală virtuală⁠(d) din Pennsylvania. S-a mutat în Los Angeles la vârsta de 16 ani.
Din 2004, a apărut în numeroase seriale de televiziune, printre care The Office și Medici în Santa Monica⁠(d). Cele mai importante roluri ale sale sunt Axl Heck în serialul Familia Heck, Wild Bill în Disappearances⁠(d) și T.J. Eddy în Râul înghețat. În 2008, a primit o nominalizare pentru un Independent Spirit Award la categoria cel mai bun actor în rol secundar pentru interpretarea sa Râul înghețat.
În 2017, McDermott s-a căsătorit cu Sara Rejaie.

## Filmografie

### Filme
| An   | Titlu                | Rol                        | Note        |
| ---- | -------------------- | -------------------------- | ----------- |
| 2004 | The Village          | 10-Year-Old-Boy            |             |
| 2007 | Disappearances       | Wild Bill Bonhomme         |             |
| 2007 | The Ten              | Jake Johnson               |             |
| 2008 | Frozen River         | Troy "T.J." Eddy, Jr.      |             |
| 2008 | Sex Drive            | Andy                       |             |
| 2009 | Safe Harbor          | David                      |             |
| 2010 | Morning              | Jesse                      |             |
| 2010 | Hot Tub Time Machine | Chaz                       |             |
| 2015 | Slow Learners        | Student in Guidance Office |             |
| 2016 | Three Days           | Young Sean                 | Scurtmetraj |
| 2018 | Instant Family       | Stewart                    |             |
| 2019 | Countdown            | Scott                      |             |

### Seriale
| An        | Titlu                              | Rol                   | Note                                            |
| --------- | ---------------------------------- | --------------------- | ----------------------------------------------- |
| 2004      | Windy Acres                        | Young Garald          | Rol principal (7 episoade)                      |
| 2005      | Franklin Charter                   | Wes                   | Film TV                                         |
| 2008      | The Office                         | Student               | Episodul: "Job Fair"                            |
| 2008      | Generation Gap                     | Corey Williams        | Film TV                                         |
| 2009      | Captain Cook's Extraordinary Atlas | Pale Boy              | Film TV                                         |
| 2009      | Safe Harbor                        | David Porter          | Film TV                                         |
| 2009      | Medium                             | Brandon Whitman       | Episodul: "A Necessary Evil"                    |
| 2009      | Little Hollywood                   | Richie Seaman         | Episodul pilot                                  |
| 2009      | Private Practice                   | Bobby Douglas         | Episodul: "What You Do for Love"                |
| 2009–2018 | The Middle                         | Axl Heck              | Rol principal (215 episoade) Regizat - 1 episod |
| 2010      | Bond of Silence                    | Ryan Aldridge         | Film TV                                         |
| 2015      | Super Clyde                        | Clyde                 | Epoisod pilot refuzat                           |
| 2017      | Future Man                         | Young Barry Futturman | Episodul: "Operation: Natal Attraction"         |
| 2019      | Unbelievable                       | Ty                    | Rol episodic                                    |